# N537 (België)
De N537 is een gewestweg in België ten zuiden Leuze-en-Hainaut tussen de N60 en N526. De weg heeft een lengte van ongeveer 3 kilometer. De weg draagt Rue de la Station als straatnaam.
De gehele weg bestaat uit twee rijstroken voor beide rijrichtingen samen.